# Васил Попов (революционер)
Вижте пояснителната страница за други личности с името Васил Попов.
Васил Попов, наречен Васката, е български революционер, войвода на Вътрешната македоно-одринска революционна организация.

## Биография
Попов е роден в 1877 година в Стара Загора. Завършва начално образование в родния си град. В 1899 – 1900 е учител в Македония и влиза във ВМОРО. Излъгва с пари Васо Пехливана в полза на Вътрешната организация. Става нелегален в четата на Михаил Чаков, а от 1902 година е войвода в Малешево, където се бори с четите на Върховния комитет. На 18 март 1902 година четата му е нападната от тази на Дончо Златков, в сражението са ранени много четници на Дончо, а Георги Данчев от Варна е пленен от Дончо и по-късно обезглавен.
През януари 1903 година Васил Попов е сред организаторите на четата на Борис Сарафов, която да замине за Костурско. На 26 януари Попов навлиза в Македония с четите на Борис Сарафов, Сава Михайлов и Андон Кьосето. Сарафов му възлага задачата да извърши преглед на готовността за въстание на северните райони на Битолския революционен окръг и през март Васил Попов заминава за Демирхисар с четата на Силян Пардов.
Преди въстанието Васил Попов действа в Кичевско заедно с поп Тома Николов и Христо Сугарев, брат на битолския окръжен войвода Георги Сугарев. Поп Тома Николов пише за Васил Попов:
| „ | Васил Попов беше истински хъш. Пушката си – дълга покрита манлихера я пазеше като очите си и никому не даваше да я пипне с ръка. Ако някой от нас или селяните пожелаеше да я разгледа, понеже такава пушка беше рядкост, той отговаряше: „Не е от Видин, та да я видите. Пушка, жена и кон не се дават в чужди ръце“. Беше добър комик и веселяк, безстрашен и небрежен към себе си. Не му липсваха и гадинки, които като ги ловеше, изпитваше удоволствие. На въпроса, защо не се преоблича по-често, за да се почисти добре, той отговаряше: „Комита, който няма гадинки, не е комита“. | “ |

Попов е делегат от Кичевския революционен район на Смилевския конгрес на Битолския революционен окръг, състоял се 19 до 24 април 1903 година. Конгресът определя Попов за войвода в Леринския революционен район и секретар на леринския ръководител Георги Папанчев.
На 29 май 1903 година Попов и Папанчев влизат в село Баница, където провеждат заседание с по-видните дейци от района. Властите ги разкриват и обграждат селото с четири табора войска. Четниците правят опит да пробият обръча и в сражението загиват Васил Попов, Георги Папанчев, Силян Пардов и Евстрати Дачев, и още 14 четници. Погребани са в двора на църквата „Свети Никола“, разположена в края на селото. След като Баница попада в Гърция в 1913 година, гробът им е заличен от гръцките власти.
Христо Силянов пише:
| „ | Чисти въ тѣхнитѣ младежки пориви, неотразимо мили образи изкачатъ отъ задгробното царство на свещенитѣ македонски сѣнки, и добили плъть и кръвь, шествуватъ въ тоя мигъ предъ просълзения ми погледъ. Василъ Поповъ отъ Ст.-Загора, хубавецътъ съ матово лице и съ нѣженъ мъхъ по горната устна... | “ |